# C/2018 V1 (Machholz-Fujikawa-Iwamoto)
C/2018 V1 (Machholz-Fujikawa-Iwamoto) (= DM001 = TCP J12192806-0211143) est une comète du Système solaire.

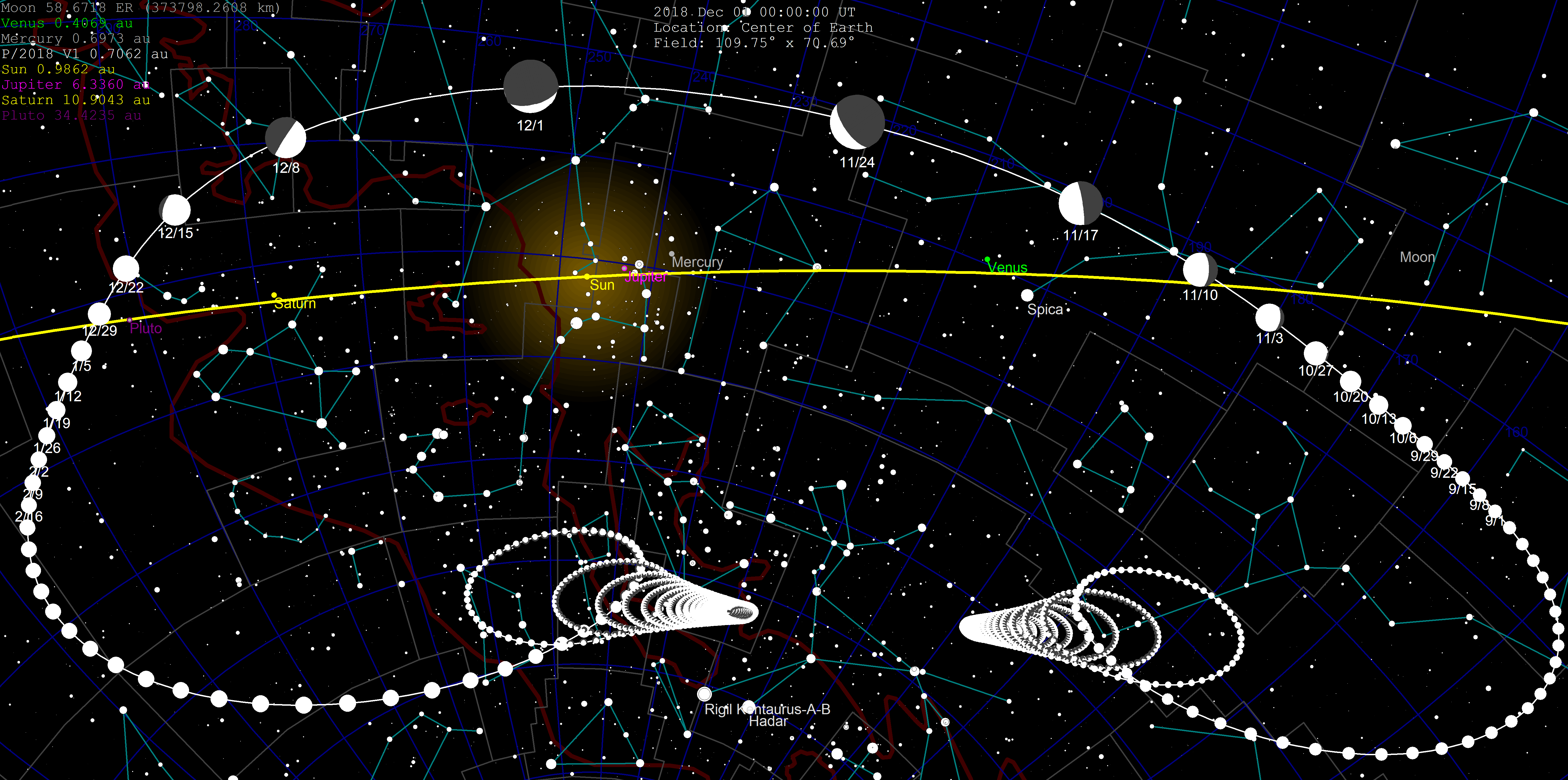
Trajectoire apparente.

Elle a d'abord été rapportée par l'astronome amateur américain Donald Machholz le 7 novembre 2018, avant que deux découvertes indépendantes ne soient rapportées, la première par l'astronome amateur japonais Shigehisa Fujikawa et la deuxième par son compatriote Masayuki Iwamoto.